# غيرترود فلين
غيرترود فلين (بالإنجليزية: Gertrude Flynn)‏ هي ممثلة أمريكية، ولدت في 14 يناير 1909 في نيويورك في الولايات المتحدة، وتوفيت في 16 أكتوبر 1996 في كولومبيا في الولايات المتحدة بسبب مرض.

## وصلات خارجية
- غيرترود فلين على موقع IMDb (الإنجليزية)
- غيرترود فلين على موقع قاعدة بيانات برودواي على الإنترنت (الإنجليزية)
- غيرترود فلين على موقع قاعدة بيانات الفيلم (الإنجليزية)